# Irina Túrova (atleta)
Irina Túrova   (Sant Petersburg, 14 de maig de 1935 - Moscou, 8 de febrer de 2012), posteriorment de casada Botxkariova i Mordóvtseva, fou una atleta russa, especialista en curses de velocitat que va competir sota bandera soviètica durant la dècada de 1950. El seu fill, Petr Botxkarev, també fou un destacat atleta.
El 1952 va prendre part en els Jocs Olímpics de Hèlsinki, on va disputar dues proves del programa d'atletisme. Fou quarta en la prova dels 4x100 metres relleus, mentre en els 100 metres quedà eliminada en sèries. Quatre anys més tard, als Jocs de Melbourne, fou novament quarta en els 4x100 metres relleus.
En el seu palmarès destaquen dues medalles d'or, en els 100 i 4x100 metres, formant equip amb Vera Krepkina, Maria Ítkina i Rimma Ulitkina, i una de plata en els 200 metres al Campionat d'Europa d'atletisme de 1954.
El 1954 va establir el rècord nacional dels 100 metres i va millorar fins a set vegades el rècord nacional dels 4x100 metres.

## Millors marques
- 100 metres. 11.6" (1954)
- 200 metres. 24.2" (1956)[4]